# 레티시아 로만
레티시아 로만(Letícia Román, 1941년 8월 12일 ~ )은 이탈리아의 배우이다.

## 출연 작품
- 0011 나폴레옹 솔로 - 스파이 인 더 그린 햇 (1966)
- 첩보원 0011 (1964)
- 너무 많은 것을 안 여자 (1963)
- 골드 오브 더 세븐 세인츠 (1961)
- 지 아이 블루 (1960)